# Антологија чешких прича
Антологија чешких прича је књига чешких прича које је приредио и превео Милан Чолић (1934—2016), објављена 2010. године у издању Градске библиотеке "Карло Бијелицки" из Сомбора.

## О приређивачу и преводиоцу
Милан Чолић је рођен у Прагу 1934. године, а умро у Сомбору 5. јануара 2016. године. Живео је у Прагу, Београду и последњих десетак година свог живота у Сомбору. Чолић је био члан Удружења књижевних преводилаца Србије од 1964. године. За собом је оставио 174 превода белетристике и позоришних дела. Добитник је награде Савеза литерарних преводилаца Руске Федерације године 2001. за превод романа Мајстор и Маргарита Михаила Булгакова, као и за ангажовање и учествовање при објављивању првих на свету „Одабраних дела” Михаила Булгакова у 8 томова (Удружени издавачи „Српска књижевна задруга”, Београд и ИРО „Народна књига”, Београд, године 1985). Два пута је у његовом преводу, први пут 1964. године у издању Народне књиге, и други пут године 1990. у издању Дечјих новина, објављен роман Бохумила Храбала Служио сам енглескога краља, са предговором под насловом „Служио сам краља чешке литературе”, текст о дружењу са Храбалом са којим је био веома близак. Добитник је посебне награде Владе Чешке Републике и града Брна „František Alexander Zach” (2013) за пропагирање и превођење дела чешких аутора у Србији, приређивање, превод, писање бележака о ауторима те писање предговора за књигу Антологију чешке приповетке (2010) и за јачање чешко-српских односа.

## О књизи
Приређивач и преводилац чешких прича које су сабране у овој књизи у уводном делу књизе под насловом О чешкој литератури и овој књизи износи историјат и особености чешке књижевности. Сматра да је чешка књижевност код наас доста непозната. Да је иако чешка литература званично почела да настаје после 1918. године када је постала и држава која се звала Чекословачка Република, постојала и раније, много пре тога. Као једну од првих личности чешке литературе наводи Карела Чапека. Чолић даље у тексту говори о ономе шта карактерише младу чешку литературу која до пуног изражаја долази тек двадесетих година двадесетог века. Те особености су: на првом месту - језик, на другом месту - тематика, на трећем месту - порука, четврта - богатство приступа датој тематици.
Антологија је збирка двадесет осам значајних чешких аутора, уз дуже или краће белешке о ауторима и његовим делима.